# Stylurus kreyenbergi
Stylurus kreyenbergi là loài chuồn chuồn trong họ Gomphidae. Loài này được Ris mô tả khoa học đầu tiên năm 1928.